# 1431 Луанда
1431 Луанда (енгл. 1431 Luanda) је астероид главног астероидног појаса са средњом удаљеношћу од Сунца која износи 2,619 астрономских јединица (АЈ).
Апсолутна магнитуда астероида је 11,5 а геометријски албедо 0,024.